# 賈法里派
賈法里派是伊斯兰教早期的九大教法学派之一，是什叶派十二伊玛目系统的教法学派，七伊玛目系统的尼扎里派也遵循这个教法学。创始人贾法尔·萨迪克，系阿里的重孙，什叶派第六代伊玛目，著名教法学家。他曾在麦地那设帐讲学，后来分别成为哈乃斐学派、马立克学派创始人的艾卜·哈尼法·努尔曼和马立克皆就学其门下。该派不排斥创制。